# 特德·巴顿
特德·巴顿（英語：Ted Patton，1966年2月18日—），美国前男子赛艇运动员。他曾代表美国参加1988年夏季奥林匹克运动会赛艇比赛，获得男子八人单桨有舵手铜牌。